# Мансуров, Зулхаир Аймухаметович
Мансуров Зулхаир Аймухаметович (26 июня 1946 год г.Сарканд,Талды-Курганская область) д.х.н., профессор, Проректор по научной работе Казахский национальный университет имени аль-Фараби (1992—1999), Первый проректор Казахский национальный университет имени аль-Фараби (2001—2010), Генеральный директор РГП «Институт проблем горения»

## Биография
1968 г. — Казахский Государственный университет им. С. М. Кирова, химический факультет.
1968-1973 гг. — стажер-исследователь, аспирант кафедры физической химии КазГУ.
1973г. — Защита кандидатской диссертации в Казахском Государственном университете, химическом факультете.
1974-1987 гг. работал младшим, старшим научным сотрудником, заведующим лабораторией физико-химических методов исследования КазГУ.
1981 г. — первым среди учёных Казахстана проходил 10-месячную научную стажировку в Лондонском университете (Великобритания). 
1988-1997 гг.  — доцент, профессор кафедры химической кинетики и горения КазГУ.
1990 г. — Защита докторской диссертации в Институте Структурной Макрокинетики АН СССР, г. Черноголовка, Московской области.
1992 г. З.А. Мансуров в составе научного коллектива, возглавляемого директором Института проблем горения профессором Г.И. Ксандопуло, был удостоен Госпремии РК за цикл работ «Фундаментальные исследования химических основ процессов горения».
1997-2001 гг. заведовал кафедрой химической физики.
2001-2010 гг. – занимал должность первого проректора КазНУ.
С 2010 г. по настоящее время генеральный директор РГП «Институт проблем горения».

## Область научных интересов
Нанотехнология
Механизм и кинетика горения углеводородов
Сажеобразование в процессах горения
Переработка тяжелого углеводородного сырья.
Под руководством Зулхаира Аймухаметовича защищено 39 кандидатских, 8 докторских, 10 PhD диссертаций

## Научные, литературные труды, публикации
З.А. Мансуровым опубликовано около 700 научных статей и тезисов докладов, 5 монографий, 6 учебников, более 30 авторских свидетельств и патентов СССР и РК.
в том числе 210 научных статей и тезисов докладов, 2 монографии, 3 учебника, 17 авторских свидетельств и патентов РК. Мансуровым З.А. по результатам научно-исследовательской работы опубликовано
2 монографии:
"Неизотермические холодные пламена углеводородов" (Алмата, КазГОСИНТИ, 1991)
"Некоторые проблемы конструктирования и управления химическими процессами", (Алматы, КазГУ, 1994 г.),
учебное пособие "Физические методы исследования в химии" на казахском и русском языках, "Жану теориясы".
1."Radical concentration and temperature oscillations in the butane cool flame oxidation".1990).
2.«Неизотермические холодные пламени углеводородов» (1991).
3.«Некоторые проблемы конструирования и управления химическими процессами» (1994),
4. "The Paramagnetism of Soot Particles in Propane-Oxygen Flames".(1999).
5. "The Structure of cool Flame Fronts Of Pentane? Iso Pentane and their Mixture".(2000).
6. "Overcarbonised Adsorptive – Catalytic Systems".(2000).
7. High technologies based on combustion processes. Adaptation and transfer of advanced technologies in Asia. (2002).

## Основные научные достижения
- В 1973 г. защитил кандидатскую диссертацию на тему «Кинетика взаимодействия атомов водорода с ингибиторами», посвященную разработке метода «по времени контакта» для определения констант скорости реакции атомов водорода с различными ингибиторами процессов горения с использованием ЭПР-спектроскопии. Полученные константы вошли в справочник «Константы скорости газофазных реакций» М. Изд. АН СССР под редакцией академика В.Н. Кондратьева.
- В июне 2002 г. Российской Академией естественных наук, Международной Академией авторов научных открытий и изобретений и Международной Ассоциацией авторов научных открытий мне, как руководителю научной группы, был выдан Диплом на открытие «Явление низкотемпературного холоднопламенного сажеобразования». В декабре того же года мы были удостоены Первой премии им. К.И. Сатпаева за лучшие достижения в области естественных наук. Соавторы открытия В.Т. Попов (Институт нефтехимического синтеза АН СССР), Б.К. Тулеутаев и Т.Т. Туткабаева.
- Изучение структуры фронта пламени углеводородов. Используя метод электронного парамагнитного резонанса и заморозку на жидком азоте, получены профили концентрации пероксидных радикалов в двухстадийных пламенах диэтилового эфира. По рекомендации академика В.Н. Кондратьвеа статья была опубликована в ДАН СССР. Докторская диссертация З.А. Мансурова посвящена изучению низкотемпературного сажеобразования, позволившая по-новому взглянуть на механизм процесса сажеобразования. В дальнейшем эта тематика им была развита в направление способов получения сажи и, особенно в последнее время  – получения наноуглеродных материалов – фуллеренов и углеродных нанотрубок и графенов
- Разработаны способы получения олефинов при холоднопламенном окислении пентана и способ получения при горении метана, которые защищены авторским свидетельством и положительным решением.
- Впервые во фронте стационарных холодных пламен диэтилового эфира и гексана обнаружены пероксидные радикалы и изучено распределение концентрации радикалов во фронте пламени.
- Впервые в холодных пламенах углеводородов обнаружены атомы водорода и получен профиль их концентрации во фронте холодного пламени бутана. Показана существенная роль атомов водорода при низкотемпературном горении углеводородов.
- Установлено, что в осцилляционном режиме окисления наблюдается периодическое изменение радикалов, обусловленное периодическим распространением фронта пламени по горячей смеси.
- На основе новых экспериментальных данных по синтезу фуллеренов и графенов разработана полная схема сажеобразования для любых видов углеводородного топлива.
- На основе возобновляемых отходов сельхозпродуктов (рисовой шелухи, грецких орехов и др.) разработаны наноуглеродные материалы различного функционального назначения: ИНГО-1 – гемосорбенты для очистки крови; ИНГО-2 – энтеросорбенты для улучшения кишечной флоры; ИНГО-3 углеродные наноматериалы для улучшения структуры почв.
- Успешно начаты работы по созданию многоцветного 3D-принтинга и работы по 3D-принтингу металлов для получения изделий из титановых и алюминиевых сплавов.

## Трудовая деятельность
- Стажер-исследователь, аспирант Казахского государственного университета (1968—1971);
- Младший, старший научный сотрудник, заведующий лабораторией, доцент, профессор Казахского государственного университета (1991—1992);
- Проректор по научной работе Казахского государственного университета (1992—1999);
- Заведующий кафедрой химической физики Казахского государственного университета (1997—2001);
- Директор Института проблем горения при Казахского государственного университета (2000—2001);
- Первый проректор Казахского государственного университета (2001—2010);
- Генеральный директор Института проблем горения, заведующий кафедрой химической физики и материаловедения КазГУ

Мансуров З.А. три года представлял Казахстан в Ученом Совете INTAS (Брюссель, Бельгия) где принимал участие в оценке проектов на финансирование по текущим и конечным отчетам в области химии.
Как проректор университета по научной работе принимал участие в организации шести научно-исследовательских институтов, научно-технологического парка и организовал в КазГУ выпуск «Вестников» по 16 сериям.
В должности первого проректора КазНУ принимал активное участие в создании в университете Казахстанско-Индийского центра информационных технологий, Центра китайского языка, курировал программу подготовки PhD докторов, издательства «Қазақ университеті».
Организатор и главный редактор Евразийского химико-технологического журнала на английском языке, журнала «Горение и плазмохимия», член редколлегии журналов: «Вестник КазГУ (серия химическая)», «Физика горения и взрыва» (Россия), «Инженерно-физический журнал» (Белоруссия), Международный журнал по СВС (США, Россия)
Областью научных исследований З.А. Мансурова является кинетика и механизм горения углеводородов и структуры холодных и сажистых пламен, синтез и исследование углеродных наноматериалов различного функционального назначения.
Важное место занимают работы по решению ряда экологических проблем.
Инициатор проведения и председатель оргкомитета Международных симпозиумов «Горение и плазмохимия» и «Физика и химия углеродных материалов/Наноинженерия».

## Должности
Член Высшего научно-технического совета Министерства образования и науки Республики Казахстан;
Председатель Национального научного совета (ННС) по приоритетному направлению "Интеллектуальный потенциал страны" (2011-2014), член Национального научного совета по приоритетному направлению "Рациональное использование природных ресурсов, переработка сырья и продукции" (с 2014 г. по настоящее время);
Представитель Казахстана в INTAS (Международная ассоциация поддержки ученых СНГ Европейским Союзом) (1996—1998);
Главный редактор журнала «Eurasian Chemico-Technological Journal» (с 09.1999)
Главный редактор «Горение и плазмохимия (недоступная ссылка)».

## Награды и почетные звания
- Лауреат Первой премии им К. И. Сатпаева за лучшие научные исследования по естественным наукам и научное открытие (2002 г.)
- Большая золотая медаль " За вклад и развития КазНУ имени аль-Фараби"
- Медаль "За заслуги перед Высший Школой" РФ (2002 г.)